# 게라마 제도 국립공원

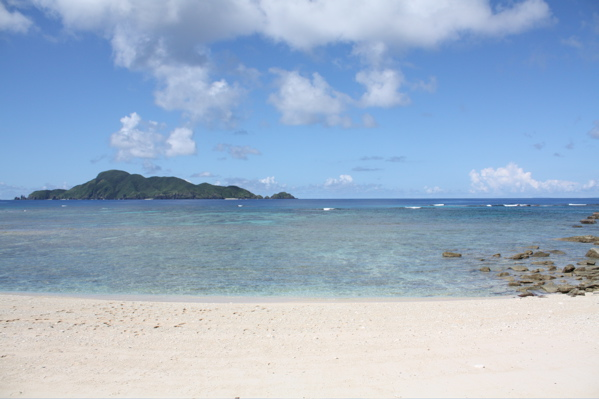
아카섬의 해변

게라마 제도 국립공원(일본어: 慶良間諸島国立公園)은 일본 오키나와현 게라마 제도 및 주변 해역을 구역으로 하는 국립공원이다.
자마미섬, 도카시키섬의 두 섬을 비롯한 게라마 제도 및 주변 산호초를 포함한다. 지정 면적은 육지가 3,520ha이며, 해역이 90,475ha (그 중 해양공원 지역이 8,290ha, 일반 지역이 82,185ha)으로, 해역 면적은 이리오모테이시가키 국립공원보다 넓어 일본 내 최대 면적이다. 또한 각 섬에서 약 7km의 범위가 해역으로 지정되어 있는데, 이것은 국립공원 중 최대이다.
본래 오키나와 해안 국정공원에 1978년에 추가 편입된 지역이었지만, '케라마 블루'라는 투명한 바다와 산호초가 고밀도로 분포하고 있으며, 혹등고래 번식지 등의 이유로 오키나와 해안 국정공원에서 게라마 지역을 해지하고 새로 국립공원으로 지정했다. 일본에서 31번째 국립공원이다.

## 같이 보기
- 일본의 국립공원